# Dziesław (imię)
Dziesław, Dzisław – staropolskie imię męskie, złożone z członów Dzie- ("położyć, postawić"; "zrobić, uczynić"; także "rzec, powiedzieć") i -sław ("sława"). Mogło oznaczać "ten, który buduje sławę".
Dziesław imieniny obchodzi 2 września.
Żeńskie odpowiedniki: Dziesława, Dzisława.
Najpopularniejsze zdrobnienia: Dziesławek, Dziesławcio, Dziesławo, Dziesławinek, Sławek, Sławcio, Sławuś, Sławunio, Sławusio, Sławko.